# Rayman (jeu vidéo)
Vous lisez un « bon article » labellisé en 2025.
Cet article concerne le jeu vidéo. Pour la franchise éponyme, voir Rayman. Pour le protagoniste du jeu, voir Rayman.
Rayman est un jeu vidéo de plates-formes en 2D à défilement horizontal, développé par Ludimédia (plus tard devenu Ubisoft Montpellier), et édité par Ubisoft. D'abord développé pour la console Jaguar, il est commercialisé en septembre 1995 sur cette dernière ainsi que sur PlayStation. Le jeu est ensuite adapté sur Saturn et sur MS-DOS/Windows ; ces versions sont commercialisées également en 1995. Des adaptations sur d'autres supports sortent par la suite : en 2000 sur Game Boy Color et sur Game Boy Advance en 2001. Le jeu est aussi disponible par achat en ligne sur PlayStation Portable et PlayStation 3 depuis 2008, sur Nintendo DS depuis 2009, et sur iOS depuis 2016 ; en 2018, il fait partie des titres intégrés à la PlayStation Classic.
Le joueur incarne Rayman, qui doit poursuivre Mister Dark pour récupérer le Grand Protoon, un artéfact faisant régner l'équilibre et l'harmonie. Le vol de cet artéfact cause la mise en cage des Électoons, de petites créatures qui gravitaient autour du Grand Protoon. Pour sauver le monde, Rayman doit les libérer à travers cinq différents mondes, puis combattre Mr. Dark au Palais des délices. 
Michel Ancel conçoit Rayman à l'adolescence et concrétise son idée après avoir été embauché par Ubisoft en 1989. Il intègre plusieurs souvenirs d'enfance dans la conception du jeu et est rapidement rejoint par une équipe plus importante. Rayman est le premier opus marquant significativement les débuts de la franchise éponyme, comprenant plusieurs suites et divers produits dérivés. Le jeu est un succès commercial, et il reçoit des critiques positives, saluant son atmosphère, ses visuels et sa bande-son, bien que certaines lui reprochent sa difficulté élevée et son manque d'originalité.

## Scénario
L'équilibre cosmique de l'univers de Rayman est maintenu par un artéfact connu sous le nom de Grand Protoon. Un jour, cependant, le maléfique Mister Dark décide de le voler après avoir réussi à vaincre Betilla, la fée qui tentait de protéger l’artefact. Les Électoons, des petites créatures roses et jaunes gravitant autour du Grand Protoon, sont alors éparpillés dans le monde, désormais corrompu, puis capturés par des ennemis. Le Magicien fait appel à Rayman pour libérer les Électoons, vaincre Mr. Dark et remettre la main sur le Grand Protoon,,,.
Rayman commence son périple dans la Forêt des songes. Il y rencontre la fée Betilla, qui le dote du pouvoir de frapper ses adversaires à coups de poings. Le premier antagoniste rencontré est Bzzit, un moustique aux proportions gigantesques. Après avoir vaincu Bzzit et s'être lié d'amitié avec lui, Bzzit l'aide à traverser le niveau en survolant le lagon sur son dos. Betilla confère par la suite à Rayman la capacité de s'accrocher à diverses plates-formes. Dans l'Antre des moustiques, Rayman réussit à vaincre Moskito, le boss de fin de niveau, et Betilla lui donne le pouvoir de s'accrocher à des anneaux flottants. Rayman parvient ensuite au second niveau, Le Ciel chromatique, une région principalement composée d'instruments et de notes de musiques. À la fin du niveau, il fait la rencontre du boss Mr. Sax, un saxophone géant. Betilla lui attribue par la suite le pouvoir de l'hélicoptère, la capacité de voler une petite distance en faisant tournoyer ses cheveux,. Rayman atteint alors l'antre de Mr. Sax et parvient à le vaincre,.
Dans les Montagnes bleues, Rayman fait la rencontre du Musicien, dont la guitare a été écrasée par la chute d'un rocher. Pour le consoler, Rayman lui sculpte à coups de poings une nouvelle guitare à partir d'un rocher placé devant lui. Pour le remercier, le Musicien offre à Rayman une fiole qui lui octroie le pouvoir du super-hélicoptère, la même capacité de voler mais à longue distance. Arrivé à destination, Rayman fait la rencontre de Mr. Stone, un homme de pierre géant. Une fois Mr. Stone vaincu, Betilla fait don à Rayman de la capacité de courir à grande vitesse. Au quatrième niveau, Rayman parvient à la Cité des images, une plate-forme entièrement composée de matériels artistiques. Après avoir atteint la Crique aux crayons, Rayman fait deux fois la rencontre de Space Mama, une comédienne déguisée en viking puis en spationaute, qu'il parvient à vaincre. Rayman apprend par la suite que Mr. Dark a enlevé Betilla. Au cinquième niveau, Rayman arrive aux Caves de Skops, dans lesquelles il fait la rencontre de Skops, un scorpion géant rouge vif et fuchsia. Après la défaite de Skops, Rayman entend la fée crier à l'aide,.
Pour parvenir au Château des délices, un niveau constitué de sucreries, Rayman doit fracasser les 102 cages dans lesquelles les Électoons ont été retenus prisonniers à travers les cinq niveaux précédents. Après avoir échappé à son double maléfique, Rayman fait face à Mr. Dark qu'il réussit difficilement à battre. Un épilogue apparaît ensuite montrant le prompt rétablissement du Grand Protoon, la libération de Betilla, ainsi que Rayman partageant du bon temps avec ses alliés et ses anciens ennemis,.

## Système de jeu
Rayman est un jeu vidéo de plates-formes utilisant un moteur graphique en 2D à scrolling horizontal, incorporant une animation humoristique et cartoonesque,. Le joueur contrôle Rayman, qui doit traverser six mondes thématiques, incluant la Forêt des songes, le Ciel chromatique, les Montagnes bleues, la Cité des images, les Caves de Skops, et le Château des délices, dans le but de récupérer le Grand Protoon. Chacun de ces mondes, à l'exception du dernier, est subdivisé en plusieurs niveaux obligatoires pour progresser. Aussi, chaque niveau renferme six cages contenant des Électoons prisonniers que Rayman peut libérer. Les mondes sont reliés entre eux par une carte du monde ; au sein de ceux-ci, la progression n'est pas linéaire : le joueur a régulièrement le choix entre deux niveaux différents. Il est nécessaire de retourner dans les niveaux déjà achevés une fois de nouveaux pouvoirs acquis (comme le vol ou le poing télescopique), afin d'atteindre des zones inaccessibles auparavant et de pouvoir collecter la totalité des Électoons et des objets,,.
Au cours de l’aventure, Rayman acquiert de nouvelles capacités, comme voler, courir ou se suspendre à des plates-formes. Ses mains détachées subissent aussi des améliorations : il peut ainsi attraper des objets à distance ou donner des coups de poing étendus, une technique appelée le « poing télescopique »,,. Le joueur peut collecter des cristaux bleus, et gagner une vie supplémentaire dès qu’il en obtient 100. Si le joueur perd ses cinq vies, il doit charger sa sauvegarde, utiliser un « Continue » ou recommencer le jeu,. Les « Continues » sont limités, et la sauvegarde se fait soit par fichier (sur CD), soit par mot de passe (dans la version Jaguar),. Enfin, il est possible d'utiliser des codes de triche comme « 99 vies » pour déjouer la difficulté élevée du jeu,, ; Ubisoft fournit ces codes et un guide de jeu sur son site officiel,.
Rayman doit affronter un boss à la fin de chaque monde, ce qui nécessite d'utiliser les capacités acquises précédemment. En libérant tous les Électoons dans les cinq premiers mondes, il obtient l'accès au monde final, le Château des délices, repaire du boss final, M. Dark. Lorsque Rayman interagit avec le Magicien, caché à différents endroits des niveaux, il peut accéder à des salles secrètes. S'il réussit à les terminer dans un temps imparti, il reçoit des cristaux bleus ou des vies supplémentaires,.

## Développement

### Origines et premiers concepts

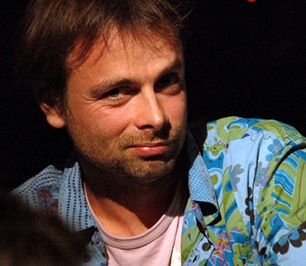
Michel Ancel, principal graphiste du jeu, à l'origine de la création de Rayman.

Le personnage de Rayman provient de croquis dessinés par le graphiste français Michel Ancel,. Adolescent, lors d'un dîner familial, Michel demande à ses parents d'investir dans un ordinateur qui pourrait lui permettre de trouver un travail. Il imagine le personnage dans les années 1980, alors qu'il apprend à dessiner, composer de la musique et programmer pour réaliser son rêve de créer des jeux vidéo. Avec ce nouvel outil, il programme et conceptualise ses premiers jeux vidéo, avec l'aide de son collègue Nicolas Choukroun. Il met alors au point des jeux de réflexion, comme The Teller, ou un shoot 'em up, The Intruder, sur Atari ST,. En 1988, ses compétences en animation lui valent d'être l'un des premiers employés du jeune éditeur Ubisoft, qui opère alors depuis Montreuil avec seulement six développeurs,.
L'un des fondateurs d'Ubisoft, Yves Guillemot, encourage Ancel à présenter ses idées de jeu à la direction. Il travaille seul sur un prototype basé sur son concept de Rayman pour l'Atari ST, passant six mois à développer un système d'animation,. Bien que la technologie présentée en soit encore au stade de la recherche et développement, Serge Hascoët insiste pour que le jeu entre en production, ce que Michel Guillemot accepte de prendre en charge.
En 1992, Michel Ancel et Frédéric Houde planchent sur le développement d'un premier prototype, avec une totale liberté artistique. Le projet est un jeu de plates-formes en 2D comportant un mode multijoueur,. Le style du jeu s'inspire des contes celtes, chinois et russes, mais aussi de l'enfance d'Ancel, qui passait son temps près des rivières, à chasser des insectes et à grimper aux arbres. Lorsqu'il commence à travailler sur le jeu, Ancel s'attelle d'abord aux designs des arbres et des créatures. Fasciné par les outils de rendu comme Autodesk 3ds Max, il opte pour des animations en 60 Hz. Houde trouve cela impressionnant, à une époque où la plupart des jeux utilisent des sprites animés à cinq images par seconde,. La version définitive du jeu affiche 60 images par seconde,, et utilise une palette de 65000 couleurs.

### Conception
Le développement de Rayman connaît un rebondissement lorsque Michel Ancel constate le déclin d'intérêt pour l'Atari ST. Il réoriente alors le projet vers l’extension CD-ROM de la Super Nintendo. Mais lorsque Nintendo annule l'accessoire en 1993, cette version du jeu est également abandonnée,. Considérée comme un média perdu pendant des années, la version Super NES CD-ROM de Rayman refait surface en octobre 2016 lorsque Houde redécouvre par hasard une copie datant de 1992,. Avec son autorisation, le programmeur Omar Cornut publie cette version prototype en ligne en juillet 2017, permettant aux fans de découvrir cette pièce historique du jeu vidéo.
Le jeu bénéficie d'un important soutien financier et humain, Michel Guillemot allouant 15 millions de francs au projet et renforçant l'équipe de développement. La production s'organise alors sur deux sites, le siège d'Ubisoft à Montreuil pour les aspects techniques, et Montpellier, la ville natale d'Ancel, pour la création. L'équipe s'étoffe jusqu'à compter 100 membres. Face aux capacités techniques limitées des consoles existantes, l'équipe se tourne vers l'Atari Jaguar, estimant qu'elle peut supporter leurs ambitions graphiques. Par la suite, le jeu est également adapté pour la PlayStation et la Sega Saturn, dont le matériel plus performant permet de mieux réaliser leur vision. Ubisoft en fait même un titre de lancement de la PlayStation en Amérique du Nord et en Europe, stratégie visant à surpasser les jeux de plates-formes japonais en profitant de la sortie simultanée d'une nouvelle console puissante,.
Le personnage, à l'aspect cartoonesque, est représenté d'un torse violet sans bras, ni jambes, et portant des gants blancs, des baskets jaunes et un foulard rouge,. Durant l'édition 2001 de l'E3, Ancel explique lors d'une entrevue avec L'Express : « comme j'avais envie d'un personnage capable de courir, nager et s'agiter dans tous les sens, je l'ai dessiné sans bras ni jambes, ce qui le rend plus facile à mettre en scène. ».
La musique du jeu ne manque pas d'influences, allant du jazz au rock, elle s'apparente beaucoup à de la musique progressive. Rémi Gazel est un des compositeurs ayant travaillé sur la majorité des musiques du jeu, autodidacte et passionné de musique assistée par ordinateur. Aucun enregistrement d'instrument réel n'est utilisé pour la réalisation de la bande son originale : toute la musique du jeu est produite à partir de synthétiseurs.

### Promotion et commercialisation
Rayman fait sa première apparition publique sur Jaguar lors du Consumer Electronics Show de l'été 1994,. Fin 1994, des publicités dans les magazines annoncent le jeu comme un titre phare de la Jaguar, prévu pour une sortie à l'automne ou décembre 1994,. Les premières promotions de la PlayStation au Japon évoquent quant à elles une date de sortie prévue le 13 janvier 1995. Par la suite, la presse japonaise reporte cette date à juin 1995 pour la version PlayStation. Aux États-Unis, les magazines anticipent également une sortie sur Jaguar pour juin 1995, tout en mentionnant des versions d'abord prévues sur 32X et 3DO, finalement annulées.
Rayman sort finalement sur PlayStation et Jaguar en septembre 1995 en Europe et en Amérique du Nord,,. Le jeu paraît ensuite sur Sega Saturn en novembre de la même année,, avant d'arriver sur MS-DOS et Windows en décembre 1995 en Europe, puis en avril 1996 sur le marché nord-américain,. Ce même mois, une démo présentant le premier des six mondes du jeu est rendue disponible pour les versions PlayStation et Sega Saturn. Le jeu est par la suite adapté sur de nombreux autres supports, notamment sur Game Boy Color en 2000, et sur Game Boy Advance en 2001 sous le titre Rayman Advance. Plus tard, en 2008, il est également disponible par achat en ligne sur PlayStation Portable et PlayStation 3,, sur Nintendo DS le 25 décembre 2009, sur iOS le 18 février 2016 et Android le 17 mars 2016, sous le titre Rayman Classic. Le jeu est un des vingt titres inclus dans la déclinaison occidentale de la PlayStation Classic sortie en 2018,. Des versions SNES et Gizmondo sont annoncées et finalement annulées,.

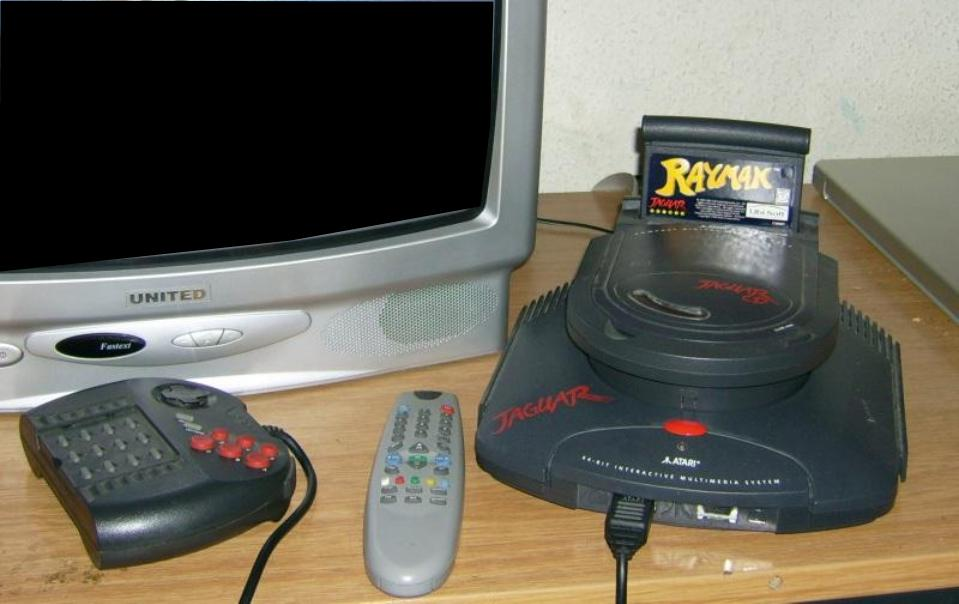
Cartouche du jeu pour Atari Jaguar.

Dès sa commercialisation, Rayman est classifié « E » (« enfants et adultes ») par le système de classification nord-américain Entertainment Software Rating Board (ESRB), toutes versions et plates-formes confondues,. Différents éléments sont ajoutés ou supprimés selon les supports.

## Accueil

### Accueil critique
Rayman reçoit un accueil généralement positif à sa sortie, les critiques saluant ses animations, son atmosphère et sa bande-son,,. GamePro le décrit comme l'un des meilleurs jeux sur Atari Jaguar, mettant en avant ses prouesses techniques, tout en le jugeant inférieur à la version PlayStation. Electronic Gaming Monthly qualifie la version Jaguar de jeu de plates-formes exceptionnel, mais moins réussie que celle de la PlayStation en raison d'une qualité audio inférieure et de contrôles moins réactifs. GamePro loue cependant la précision des commandes, cruciale pour les nombreux sauts, esquives et mouvements requis. Un autre journaliste de GamePro voit dans la version PlayStation un « délice éblouissant », l'érigeant parmi les jeux les plus impressionnants visuellement de l'époque.
Le magazine Next Generation souligne que, bien qu'il manque d'originalité dans son gameplay, il dépasse nombre de jeux de plates-formes par sa profondeur et sa jouabilité. Entertainment Weekly va plus loin, estimant que le jeu pourrait « ennoblir l'univers adolescent des jeux vidéo », le comparant aux films d'animation Disney comme Blanche-Neige et les Sept Nains. Il le qualifie de titre indispensable pour les possesseurs de consoles de cinquième génération. Plusieurs critiques relèvent le contraste entre la difficulté du jeu et son apparence visuelle innocente. Sega Saturn Magazine reproche à la version Saturn sa répétitivité, avec des niveaux trop similaires ne variant que par leur difficulté ou leurs attaques. Il juge l'expérience « souvent trop monotone », voire « carrément irritante et sacrément difficile » par moments. Game Informer salue ses visuels mais considère le jeu comme « l'apogée du défi en plates-formes », une difficulté excessive nuisant selon eux à sa mémorabilité. GameSpot note que « Rayman possède une excellente animation à défilement horizontal, digne d'un dessin animé. Tant les joueurs expérimentés que les novices le trouveront prenant et amusant. ».
Les avis sur les graphismes de Rayman divergent parmi les critiques. GameSpot compare le jeu à Donkey Kong Country ou Pitfall!, soulignant ses éléments de jeu ingénieux, ses personnages attachants et humoristiques, sa musique excellente et son ton fantaisiste. Cependant, il reproche au jeu son manque de points de sauvegarde fréquents. GamePro estime que Rayman comble les attentes des joueurs sur Sega Saturn, le jugeant supérieur à des jeux de plates-formes comme Bug! ou Astal. Il relève que si l'esthétique et la musique paraissent enfantines, la difficulté s'adresse aux joueurs expérimentés. Il vante les visuels luxuriants et impeccables, avec une mention spéciale pour les effets de transition entre niveaux. Next Generation salue l'optimisation technique, la variété des défis et le charme du personnage principal, y voyant une bouffée d'air frais face aux autres jeux PC. Pour la version Jaguar, le magazine considère le jeu irréprochable, mettant en avant sa palette de couleurs étendue, ses effets sonores détaillés et sa jouabilité globale, le qualifiant d'excellent. Jeuxvideo.com loue la version PlayStation en prônant particulièrement les graphismes « extrêmement bien réalisés, que ce soit au niveau de la qualité de la 2D ou des animations, le titre possède surtout une âme, un style bien défini. »
Rayman est adapté sur Game Boy Color début 2000,, puis sur Palm OS en septembre 2001, sur Nintendo DSi en décembre 2009, et enfin sur iOS en février 2016. La version Game Boy Color fait partie des jeux Ubisoft utilisant la fonctionnalité permettant aux joueurs d'échanger des données entre jeux via le port infrarouge de la console pour débloquer du contenu supplémentaire. Rayman Advance, une adaptation pour Game Boy Advance développée par Digital Eclipse, sort en juin 2001,. Next Generation souligne que le jeu reste très fidèle à l’original et salue ses graphismes, sa musique et ses contrôles. Martin Taylor, journaliste chez Eurogamer, le qualifie de « visuellement superbe, probablement l’un des plus beaux jeux GBA disponibles à l’époque ». Le jeu fait également partie des vingt titres préinstallés sur la PlayStation Classic, une réplique miniature de la PlayStation sortie en décembre 2018.

### Ventes
Rayman connaît un succès commercial retentissant. Fin 1995, le jeu s'écoule à 400 000 exemplaires en Europe. Les ventes mondiales atteignent 900 000 unités en 1997. Il devient le jeu PlayStation le plus vendu de tous les temps au Royaume-Uni, tandis qu'en France, avec 670 000 exemplaires écoulés d'ici 2000, il se classe deuxième des meilleures ventes sur la plate-forme. Aux États-Unis, les ventes totalisent 357 000 copies. Selon Gamasutra, la version Rayman Advance approche les 600 000 unités vendues lors du premier semestre de l'exercice 2001-2002, puis atteint 770 000 exemplaires à fin mars 2002,.
En 2005, Rayman se classe « jeu le plus vendu au Royaume-Uni sur PlayStation » précédant Tomb Raider 2 et Gran Turismo à la deuxième et troisième places respectivement.

## Postérité
Rayman connaît un succès commercial qui lance une franchise à succès, avec plusieurs suites comme Rayman 2: The Great Escape (1999) et Rayman 3: Hoodlum Havoc (2003), et certains éléments du jeu influencent plus tard Rayman Origins. Il s'agit du premier jeu d’Ubisoft à rencontrer un succès considérable, permettant à l’entreprise d’entrer en bourse en 1996. En 2006, Michel Ancel est décoré par le gouvernement français pour son travail. Après la sortie du jeu, le personnage de Rayman devient une figure emblématique du jeu vidéo, conservant sa popularité malgré le passage aux consoles de nouvelle génération. Il est même un temps envisagé comme mascotte potentielle de la Jaguar.

Logo du remake Rayman Redemption.

Rémi Gazel, compositeur de la bande-son de Rayman, a envisagé de transformer la musique du jeu en un spectacle live intitulé Rayman by Rémi. Ce projet ne voit jamais le jour, Gazel décédant d’un cancer en mai 2019 avant de pouvoir le concrétiser.
Rayman Redemption, un remake amateur réalisé par le développeur finlandais Ryemanni, propose des mondes, niveaux et mini-jeux supplémentaires. Sorti gratuitement sur Game Jolt pour le 25e anniversaire de Rayman, il est salué par la critique. PC Gamer et Kotaku remarquent notamment qu'en plus du mode de difficulté du jeu d'origine, calibré pour les joueurs aguerris, le jeu inclut un mode de difficulté réduite adapté aux joueurs occasionnels, une aubaine pour ceux qui furent « traumatisés » par la difficulté du jeu original. Kotaku vante également son contenu enrichi,. Stuart Gipp, du podcast Retronauts, juge le remake impressionnant comparé à Alex Kidd in Miracle World DX ou Sonic Mania. Il applaudit les efforts pour corriger les défauts du jeu original, tout en regrettant l’atténuation de certains traits qui forgeaient son identité.